# Joseph Böhm
Joseph Michael Böhm (Pest (Hongria), 4 de març, 1795 - mort el 28 de març de 1876 a Viena (Àustria), va ser un violinista i compositor austríac, un dels professors de violí més importants del segle XIX i considerat el fundador de la Escola de violí de Viena.

## Biografia
Joseph Böhm va rebre la seva formació musical del seu pare (mestre de concert al "Pest Theatre" i esporàdicament de Pierre Rode. Als vuit anys va emprendre un "viatge artístic" de quatre anys a Polònia amb el seu pare i va arribar a Viena cap al 1813, on va celebrar el seu debut el 1816. Ràpidament es va fer un nom com a solista virtuós i, al costat de Joseph Mayseder, va ser considerat el millor violinista de la generació més jove a Viena fins a finals de la dècada de 1820. El conegut crític musical Eduard Hanslick va caracteritzar la seva interpretació de la següent manera:
| « | "Böhm (...) impressionat amb una puresa infal·lible i amb un to gran i noble". | » |

No obstant això, aviat va provar la música de cambra: Després de la marxa de Schuppanzigh, Josef Böhm, que com a jove violinista talentós tot just acabava de presentar-se als vienesos, va heretar la seva herència i el 20 de novembre de 1816 va obrir una sèrie de sis produccions de quartet. a l'"Emperador Romà". Els seus companys també van ser els antics músics del famós Quartet Schuppanzigh, que es va dissoldre després que el príncep Rasumowsky fos destituït del seu servei i el seu director va començar un viatge que va durar diversos anys. Però al principi sembla que només va ser una sèrie de concerts puntuals, perquè el mateix Böhm va fer una gira per Itàlia amb el pianista Johann Peter Pixis.

## Retorn a Viena
Després del seu retorn el 1819, va ser nomenat professor al Conservatori de la "Gesellschaft der Musikfreunde", fundat l'any anterior, i ara encapçala la primera classe d'instrumental. A més, el 1821 va ser nomenat membre de l'Orquestra de Música de la Cort de Viena i ara es va comprometre a "reprendre els espectacles de quartet al Prater, fundats per Schuppanzigh, que havien estat suspesos durant uns quants anys". Karl Holz, Franz Weiss i Joseph Linke van actuar ara com a companys. I aquests van tenir força èxit, tal com indiquen les crítiques de final de temporada:
| « | "Esperem amb alegria la reobertura d'aquests concerts, que permetran recuperar en un grau tan perfecte el bell gaudi de la música de cambra que ens faltava, molt de temps." | » |

Però l'expectació va ser en va, perquè Joseph Böhm encara era actiu com a solista i després va fer més gires de concerts per Alemanya i França.
El 1823 Schuppanzigh va tornar a Viena, es va fer càrrec del company de quartet de Böhm per a un nou conjunt i va tornar a interpretar regularment els seus cicles de concerts llegendaris amb nombroses estrenes mundials de les obres de corda de Beethoven i Schubert. Joseph Böhm va representar a Schuppanzigh com a principal per a alguns abans d'acabar la seva carrera com a virtuós cap al 1827 i es va retirar en gran part de la vida concertística. Tenia més ganes de tocar el quartet amb el seu cercle íntim d'amics a casa seva i també va permetre que els escolars participessin en aquestes vetllades de quartet, transmetent l'alt valor de tocar en conjunt i les obres de corda de Beethoven.

## Böhm pedagog
Perquè ara Böhm es va dedicar principalment a les seves activitats docents al conservatori i també va tenir un gran èxit en això, ja que se'l considera el fundador de la nova escola de violí vienesa. Els seus estudiants més coneguts (inclosos els privats) inclouen: Jenő Hubay, Joseph Joachim, Heinrich Wilhelm Ernst, Jakob Dont, Georg Hellmesberger sènior, Jakob Grün (1837–1916), Ede Reményi i Sigismund Bachrich (1841–1913). Molts d'ells es van convertir en importants pedagogs de violí a diverses escoles de música d'Europa.
Quan el conservatori va ser tancat durant la revolució de 1848, Böhm va renunciar al seu càrrec de professor de violí (sense motius polítics reconeixibles), però va mantenir la seva pertinença a l'orquestra de la cort fins al 1868.
Joseph Böhm va morir el 1875 a la madura edat de 81 anys, deixant enrere una sèrie d'obres més petites per a violí com a compositor a l'estil popular de la seva època.